# イッツ・ノット・ライト・バット・イッツ・オーケイ
「イッツ・ノット・ライト・バット・イッツ・オーケイ」 (It's Not Right but It's Okay)は、1998年にリリースされたホイットニー・ヒューストンの楽曲。

## 解説
4枚目のスタジオ・アルバム『マイ・ラヴ・イズ・ユア・ラヴ』から第三弾シングルとしてリリースされた。ロドニー・ジャーキンスがプロデューサーとして参加し、Billboard Hot 100で最高位4位、5週に渡ってトップ10に入るなどヒットした。
サンダーパスによるリミックスがビルボードのダンス・クラブ・チャートで首位を獲得し、ビルボードやローリング・ストーンの「これまでで最も優れたダンス・ソング」に選ばれるなど評価を集めた。
本曲は第42回グラミー賞にて最優秀女性R&Bボーカル・パフォーマンス賞を受賞した。
2025年にはドイツのDJ、フェリックス・ジェーンによる新たなリミックスがリリースされた。

## 備考
米国のテレビドラマシリーズ『glee/グリー』第3シーズン第17話「ホイットニーに捧ぐ（Dance with Somebody）」ではブレイン・アンダーソン役のダレン・クリスによって歌われた。